# Arthur Fadden
Arthur William Fadden (13. dubna 1894, Ingham – 21. dubna 1973, Brisbane) byl australský politik. Od 29. srpna do 7. října 1941 byl premiérem Austrálie. V letech 1940 až 1958 byl vůdcem Country Party. Byl prvním premiérem narozeným v Queenslandu.

## Život
Narodil se v rodině irských přistěhovalců. Vyrůstal ve Walkerstonu a školu opustil ve věku 15 let. V roce 1916, v osmnácti letech, byl jmenován městským úředníkem v Mackay. Po cyklonu v roce 1918 se přestěhoval do Townsvillu a založil si zde účetní firmu. V roce 1930 byl zvolen do městské rady Townsvillu a v roce 1932 byl zvolen do Queenslandského zákonodárného shromáždění za Country and Progressive National Party. Přišel o poslanecký mandát v roce 1935, ale následující rok uspěl v doplňovacích volbách do federálního parlamentu.
V březnu 1940 byl jmenován ministrem bez portfeje ve vládě Roberta Menziese, který vedl koalici své Sjednocené australské strany a Country Party. O několik měsíců později, po smrti tří vysoce postavených ministrů při leteckém neštěstí, převzal Fadden funkci ministra letectví. V říjnu 1940 byl Fadden zvolen vůdcem Country Party jako kompromisní kandidát, po patové situaci při souboji mezi Earlem Pagem a Johnem McEwenem. Stal se de facto místopředsedou vlády a Menzies ho povýšil na ministra financí.
Fadden převzal neoficiálně premiérský úřad na čtyři měsíce na začátku roku 1941, protože Menzies byl na delší čas v Evropě. Stal se dosti populárním pro své smířlivé chování. Oficiálním vůdcem Country Party se stal po volbách v březnu 1941. V srpnu 1941 Menzies rezignoval na funkci premiéra. Fadden byl zvolen na jeho místo. V úřadu však vydržel pouhých 39 dní, než byl nahrazen Johnem Curtinem, jehož Strana práce úspěšně prosadila po hlasování o nedůvěře. Po ztrátě premiérského křesla byl Fadden dva roky vůdcem opozice. Této neformální funkce se vzdal ve prospěch Menziese po masivní porážce ve volbách v roce 1943.
Když se Menzies v roce 1949 vrátil do funkce premiéra, stal se Fadden podruhé ministrem financí. Post zastával až do svého odchodu z politiky v roce 1958. Pouze Peter Costello působil na této pozici déle. V roce 1951 byl uveden do šlechtického stavu.